# U-кварк
u-кварк или верхний (англ. up) кварк, принадлежит к первому поколению фундаментальных фермионов, имеет заряд +(2/3)e. Как и все кварки, участвует во всех четырёх типах взаимодействий: сильном, слабом, электромагнитном, гравитационном. Вместе с d-кварками u-кварки образуют нуклоны (протоны и нейтроны), которые являются основными составляющими атомного ядра. Протон состоит из двух u-кварков и одного d-кварка, а нейтрон — из одного u-кварка и двух d-кварков. Существуют и другие адроны, содержащие u-кварки. Античастицей u-кварка является u-антикварк, который отличается от u-кварка знаком некоторых характеристик взаимодействий. На современном уровне знаний u-кварк является бесструктурной частицей, то есть фундаментальной, как и другие кварки и лептоны.
Существование u-кварка было постулировано Мюрреем Гелл-Манном и Джорджем Цвейгом в работах 1964 г., а экспериментальное указание на существование было получено в 1968 г. в Национальной ускорительной лаборатории SLAC.

## История
На заре становления физики частиц (первая половина XX в.), адроны — такие как протоны, нейтроны, пионы, — наряду с электронами/позитронами и мюонами, считались элементарными частицами. Тем не менее, в то время как открывались новые адроны, «парк частиц» быстро рос и в 1950-х годах их насчитывалось уже несколько десятков. Попытки систематизировать частицы были невнятными до 1960 г., когда Мюррей Гелл-Манн предложил схему классификации частиц, метафорично названную Восьмеричный путь и основанную на SU(3)-симметрии ароматов.
Похожую классификацию независимо выдвинул Юваль Неэман в 1962 г.
Эта схема объединяла адроны по изоспиновым мультиплетам, но физическое основание этого было неясно. В 1964 г. Гелл-Манн и Джордж Цвейг независимо выдвинули кварковую модель. На то время она включала в себя три кварка (u, d, s), которые со своими анти-партнёрами — антикварками, образовывали все наблюдаемые адроны. Но до 1968 г. эта модель была лишь красивой абстракцией, пока эксперименты по глубоко неупругому рассеянию на Стэнфордском линейном ускорителе (SLAC) не подтвердили, что протоны имеют внутреннюю структуру, то есть состоят из точечноподобных объектов (двух u- и одного d-кварка). Эти точечные объекты Ричард Фейнман назвал партонами и в рамках теории, называемой Партонной моделью (1969 г.), успешно описал глубоко неупругие взаимодействия.
Таким образом групповая классификация Гелл-Манна и партонная модель Фейнмана провозгласили торжество кварковой гипотезы. Вся совокупность нынешних экспериментальных фактов не подвергает сомнению справедливость модели.

## Квантовые числа
Спин u-кварка равен 1/2, чётность положительна. Проекции изоспина и слабого изоспина равны +1/2 (знак противоположен d-кварку). Барионное число равно +1/3, а лептонное число, странность, очарование, истинность и красота равны 0. Как и другие кварки, u-кварк несёт один из трёх цветовых зарядов (условно называемые красным, синим и зелёным).

## Масса
Масса u-кварка, по данным 2023 года, составляет 2,16+0,49
−0,26 МэВ. Это самый лёгкий среди кварков.

## Адроны, содержащие u-кварк
- Мезоны:
  - Заряженные пионы (π±) содержат u-кварк и d-антикварк (или наоборот), а нейтральный пион (π0) — линейную комбинацию u-кварка и u-антикварка и линейную комбинацию d-кварка и d-антикварка (как и более тяжёлые ρ- и ω-мезоны, см. ниже).
  - Заряженные каоны (K±) содержат один u-кварк или один u-антикварк.
  - Мезоны η и η', не имеющие аромата, являются линейной комбинацией нескольких кварк-антикварковых пар, в том числе пары  u-кварка и u-антикварка.
  - ρ± - мезоны имеют тот же состав, что и заряженные пионы, только их спин равен 1, а не 0.
  - Нейтральный D0 мезон и заряженные B± - мезоны содержат u-кварки и u-антикварки.
- Барионы:
  - Протон (p) содержит два u-кварка и один d-кварк, а нейтрон (n) — один u-кварк и два d-кварка.
  - Нейтральный дельта-барион (Δ0), положительный дельта-барион (Δ+) и двойной положительный дельта-барион (Δ++) содержат один, два и три u-кварка соответственно.
  - Нейтральная лямбда-частица (Λ0) содержит один u-кварк. Очарованная положительная лямбда-частица (Λ+c) аналогично.
  - Нейтральная сигма-частица (Σ0) и положительная сигма-частица (Σ+) содержат один и два u-кварка соответственно.
  - Нейтральная кси-частица (Ξ0) и очарованная положительная кси-частица (Ξ+c) содержат u-кварк.
  - Античастицы вышеупомянутых барионов содержат u-антикварк.